# Asteromyzostomum multiplicatum
Asteromyzostomum multiplicatum är en ringmaskart. Asteromyzostomum multiplicatum ingår i släktet Asteromyzostomum, och familjen Myzostomidae. Arten har ej påträffats i Sverige.